# Éxodo (política)
Éxodo, para algunos sectores del socialismo libertario reciente, y también se refiere a la situación de huir de condiciones de opresión hacia alguna otra situación en el espacio o en el ámbito de las relaciones humanas que se espera sea mejor. Este concepto ha sido especialmente popularizado a principios del siglo XXI por pensadores italianos que estuvieron ligados al operaísmo italiano en la década de los setenta como Antonio Negri y Paolo Virno.

## Desarrollo del concepto: intemperancia y desobediencia,
Paolo Virno establece al éxodo en los siguientes términos: 

"Por una parte, el general intellect se afirma como una esfera pública autónoma, evitando entonces el «traspaso» de su propio poder al poder absoluto de la Administración, únicamente si se rompe el lazo que le une a la producción de mercancías y al trabajo asalariado. Por otra parte, la subversión de las relaciones capitalistas de producción puede manifestarse, de ahora en adelante, sólo con la constitución de una esfera pública no estatal, de una comunidad política que tenga como propio gozne al general intellect. Los rasgos distintivos de la experiencia posfordista (virtuosismo servil, valorización de la facultad del lenguaje, relación inevitable con la «presencia del otro», etc.) postulan, como contra-paso conflictivo, nada menos que una forma radicalmente nueva de democracia. Llamamos Éxodo a la defección de masa fuera del Estado, a la alianza entre el general intellect y la Acción política, el tránsito hacia la esfera pública del Intelecto. El término no indica en absoluto, pues, una simple estrategia existencial, no más que la salida de puntillas por una puerta oculta o la búsqueda de algún intersticio al amparo del que pudiéramos refugiarnos. Por «Éxodo» entiendo, por el contrario, un modelo de acción de pleno derecho, capaz de medirse con las «cosas últimas» de la política moderna, en fin, con los grandes temas articulados sucesivamente por Hobbes, Rousseau, Lenin, Schmitt (con las parejas fundamentales tales como mando/obediencia, público/privado, amigo/enemigo, consenso/violencia, etc.)."
Paolo Virno, Virtuosismo y revolución: notas sobre el concepto de acción política

El general intellect al que se refiere Virno llama la atención a la posibilidad que permite la sociedad en red actual de cierta autonomización del trabajo y el trabajador de las relaciones clásicas en la diada capital/trabajo. Así pues el éxodo llama la atención a la opción posible de buscar un más allá del tipo de relaciones y condiciones de reproducción de la vida y del trabajo que el capitalismo impone a las personas.  "De este modo, la acción política del éxodo consiste en una sustracción emprendedora.Sólo el que se abre una línea de fuga puede fundar"
El éxodo así en tanto rechazo de una situación con la esperanza de otra en otro lugar es también desobediencia frente al sistema. De todas formas aquí Virno trata de distinguir su propuesta de desobediencia civil frente a la liberal en tanto en el liberalismo se cuestiona la validez de la ley  pero no el sistema en sí. En cambio Virno propone lo siguiente:

"Conviene recordar la distinción- muy neta en la ética antigua, pero casi abandonada a continuación- entre «intemperancia» e «incontinencia». Mientras que este último término significa un vulgar desarreglo, un desconocimiento de las leyes, un consentimiento a la codicia más inmediata. Por el contrario, la intemperancia consiste en el hecho de oponer un conocimiento intelectual a la norma ética y política. Como principio que inspira la acción, se adopta una premisa «teorética» en lugar de una «práctica», con consecuencias extravagantes y peligrosas para la armonía de la vida asociada. Para Aristóteles, el intemperante es un vicioso, porque yuxtapone y confunde dos géneros de discurso esencialmente diferentes. No ignora la ley, ni se contenta con contestarla, sino que la desacredita de la manera más grave en la medida en que hace derivar una conducta pública de ese Intelecto puro que, al gozar de un cuadro propio, no tendría que interferir con los acontecimientos de la polis. El Éxodo tiene en la Intemperancia su virtud cardinal. La obligación preliminar de la obediencia hacia el Estado no es rechazada por incontinencia, sino en nombre de la conexión sistemática entre Intelecto y Acción política. Cada defección constructiva hace alusión a la realidad aparente del general intellect, sacando de ella consecuencias prácticas en ruptura con las «leyes civiles». En fin, en el recurso intemperante al Intelecto-en-general se perfila un virtuosismo no servil."
Paolo Virno, Virtuosismo y revolución: notas sobre el concepto de acción política

Así pues el éxodo en Virno es antisistémico con antagonismos definidos (anticapitalista y antiestatal) y la desobediencia, en tanto, significa el cuestionamiento y la defección de la lógica impuesta en si y no solo algo dentro de esta o alguna "corrupción" dentro de esta. 
En oposición al usual llamado marxista-leninista de la toma del poder estatal, Virno opone la acción del éxodo como negación en sí de la Razón de Estado hacia algo no jerárquico y descentralizado.

## Multitud, sóviet, ejemplo, y derecho de resistencia
Virno encuentra en el Leviatán de Thomas Hobbes la figura de pueblo frente a la de multitud. Mientras Hobbes describe al pueblo como aquel conglomerado sometido al Uno del Estado y a la centralización, la multitud es lo múltiple que no se somete o no se lo puede someter a la condición de uno del pueblo. Así la multitud es la posibilidad de la diversidad y de la descentralización frente al capitalismo y el estado. Virno invoca la figura política del soviet como la estructura en la que se realiza la descentralización y la diversidad que puede confluir. 
Los soviets son la estructura en la cual se puede al mismo tiempo asumir la democracia directa frente a la democracia representativa y la libre cooperación desjerarquizada frente a la lógica del capitalismo. El ejemplo sería la manifestación singular práctica de una posibilidad alternativa mejor que puede servir a otros como guía mas no como imposición.

## ¿Éxodo en Argentina y Chiapas?
La obra de Negri y Hardt ha recibido bastante atención en Argentina, sobre todo después del llamado Argentinazo en el cual después de múltiples protestas en todo el país y al calor de la consigna ¡Que se vayan todos! el presidente Fernando De La Rua fue forzado a dimitir de su cargo. La consigna así sonaba negadora del sistema parlamentario de democracia representativa. Por otro lado las experiencias de respuesta a la crisis económica que motivó la rebelión, como fueron los clubes de trueque, las fábricas tomadas y autogestionadas por los trabajadores, las asambleas barriales, las ollas de alimentos comunitarias y los saqueos a supermercados parecían materializaciones del éxodo, la desobediencia y la intemperancia frente al capitalismo neoliberal y a la democracia representativa. La misma consigna del ¡Que se vayan todos! se escuchó en el derrocamiento popular de Lucio Gutiérrez en el Ecuador en el 2004 la cual se la conoce popularmente como Rebelión de los forajidos.
También la decisión de las comunidades zapatistas en el sur de México de crear los Caracoles y Juntas de Buen Gobierno a comienzos del nuevo milenio parecerían un ejemplo de éxodo en la práctica. Entre sus tareas esta la de coordinar la ayuda y apoyo entre comunidades y distribuir de manera más adecuada la ayuda exterior así en alguna forma respondiendo al gobierno mexicano en su negativa de aceptar las exigencias zapatistas en los Acuerdos de San Andrés sobre Derechos y Cultura Indígena.

## El éxodo económico
La economía capitalista contemporánea implica usualmente, según los autonomistas, el sometimiento a un patrón y a la disciplina fabril. Ejemplos del éxodo en la economía, es decir, el huir de las reglas de la economía vigente hacia situaciones más libres y de bienestar, son las tomas de tierras improductivas del MST en Brasil por parte de campesinos pobres sin tierra. Estos cuando ya ganan la tierra suelen establecer aldeas campesinas de producción cooperativa y familiar con diversas formas de construcción comunitaria de vida. Un ejemplo propuesto por Negri ha sido el del establecimiento de los quilombos en el Brasil esclavista en el cual los negros esclavizados escapaban de las plantaciones de los terratenientes hacia la selva y allí establecían comunas o inclusive el famoso quilombo de Palmares en donde desarrollaban una vida liberada del estado colonial y neocolonial brasileño de autogobierno con formas económicas solidarias y libres.